# Covaleda
Covaleda je španělská obec provincie Soria v autonomním společenství Kastilie a León. Žije zde přibližně 1 600 obyvatel.

## Charakteristika obce
Obec leží mezi pohořími Sierra de Urbión a Sierra de Resomo v nadmořské výšce přibližně 1200 m n. m. Směrem od severozápadu k jihovýchodu obcí protéká řeka Douro. Významná část území obce s převahou borovic je zařazena do evropské soustavy území Natura 2000.
V obci existuje dřevozpracující průmysl. Místní mosty Puente de Santo Domingo a Puente de Soria jsou kulturními památkami.